# Sergi de Zeugma
Sergi (en llatí Sergius, en grec antic Σέργιος) va ser un militar i escriptor romà, nadiu de Seugma a Síria, fill d'Aftoni. A l'obra coneguda per Suides o Suda se l'assenyala com a prefecte del pretori, amb rang consular i patrici. Va escriure un epitafi pel seu germà Sabí (Sabinus) i un llibre o un tractat contra Eli Arístides.